# Rettungsbrett

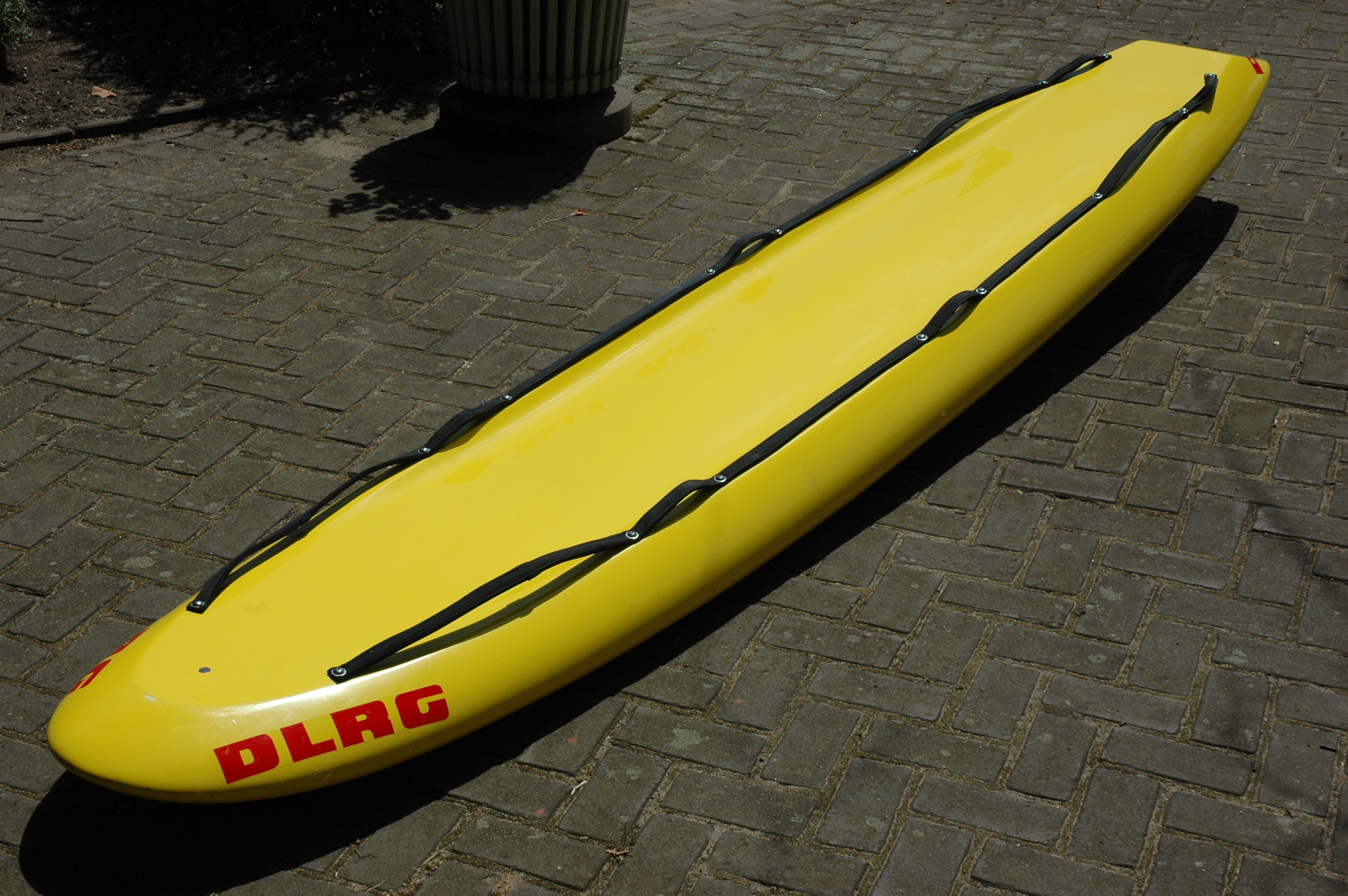
Rettungsbrett mit seitlichen Haltebändern

Ein Rettungsbrett ist ein Rettungsmittel, ähnlich einem Surfbrett, das häufig in der Wasserrettung eingesetzt wird. Es wird überwiegend an Binnengewässern oder an der Küste verwendet. Für Schwimmbäder ist es wegen seiner Größe und dem geringen Platz in einem Schwimmbecken in der Regel nicht geeignet.
Je nach Distanz können geübte Rettungsschwimmer mit dem Rettungsbrett schneller zum Patienten kommen als mit einem Ruderboot. Auf kurzer Distanz ist es oft sogar schneller als ein Motorrettungsboot.

## Aufbau
Das Rettungsbrett ist in der Regel etwas mehr als drei Meter lang und weniger als einen Meter breit, so dass zwei Personen darauf hintereinander liegen oder knien können. Im Gegensatz zu einem Windsurfbrett hat es keine Vorrichtungen, um ein Segel festzumachen oder Fußschlaufen. Auf der Unterseite des Rettungsbretts befindet sich allerdings bei neueren Brettern im hinteren Bereich eine kleine Finne aus Kunststoff, die das Brett in Fahrt stabilisiert, ähnlich wie bei einem Surfbrett.
Einige Bretter sind zusätzlich mit Haltebändern ausgestattet. Ist der Hilfesuchende lediglich erschöpft, kann er den Retter unterstützen, indem er sich an den Haltebändern festhält. Ist er hingegen bewusstlos, kann der Retter die Hände oder Füße des Patienten an diesen Bändern einhaken und so sicherstellen, dass die zu rettende Person nicht vom Brett gleitet. Für diese Einsatzmöglichkeit ist vergleichsweise viel Übung erforderlich.
Da das Brett außerhalb des Wassers eher unhandlich zu transportieren ist, steht es meist nur von festgelegten Startpunkten am Wasser zur Verfügung.
Bei stärkerem Wellengang werden, wegen der Gefährdung des Retters, eher Motorrettungsboote oder Jet-Skis eingesetzt.

## Einsatzmöglichkeiten

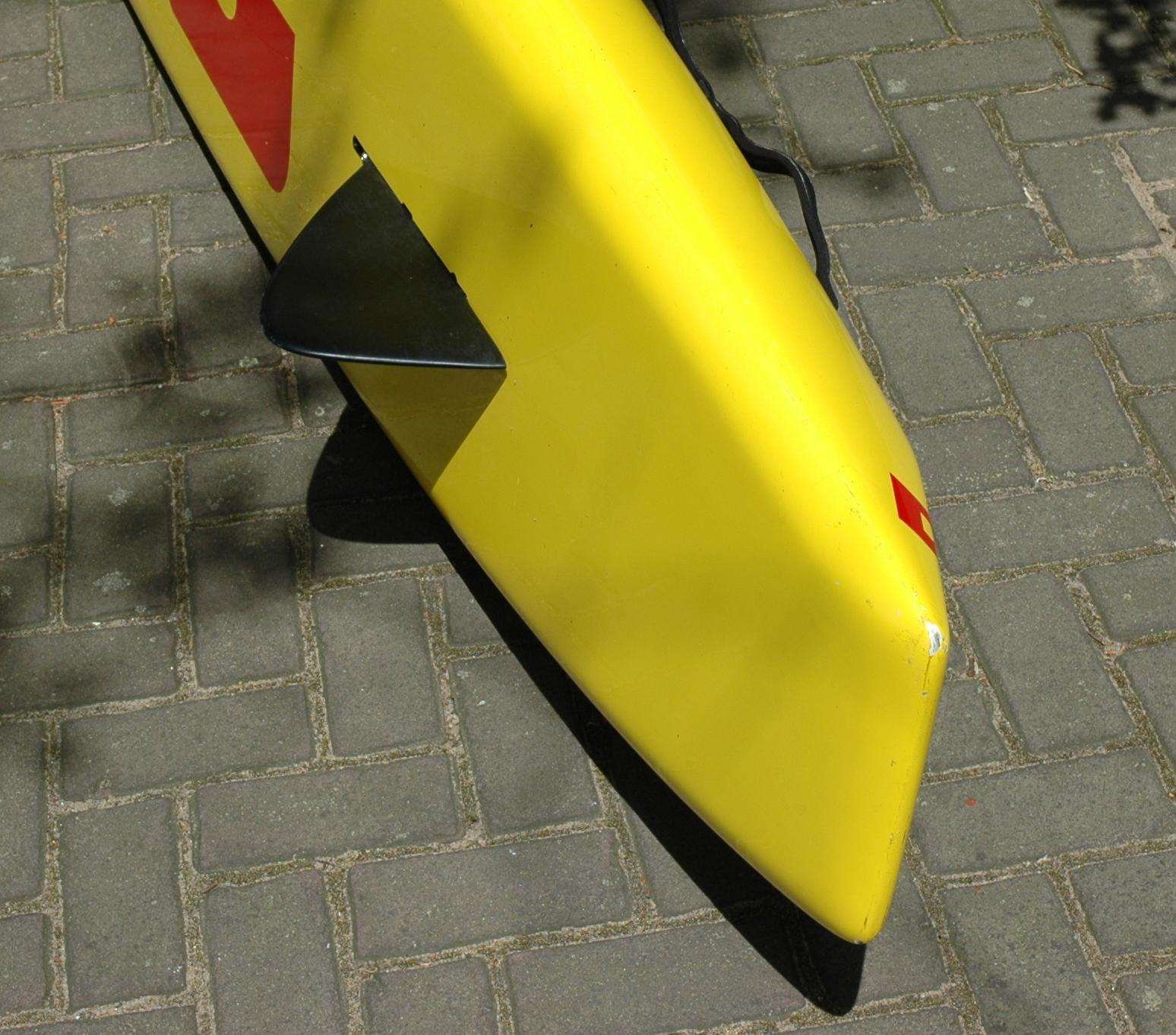
Unterseite mit Finne

Das Rettungsbrett ist sowohl für Bewusstlose, als auch für Patienten, die bei Bewusstsein sind, brauchbar. Falls keine Trage zur Verfügung steht, kann das Brett im Notfall auch als Trage genutzt werden.
Der Retter bewegt sich liegend oder kniend ausschließlich mit Armschlägen zum Patienten. Die Füße können dabei zur Stabilisierung im Wasser sein oder seitlich nach hinten über das Brett hinaus gestreckt werden. Während der Ankunft beim Patienten wird die Unterseite des Brettes nach oben gekippt, die Oberarme des Verunglückten gegriffen und darüber gelegt. Mit einer Hand hält der Retter einen Arm des Patienten am Brett fest. Unter Ausnutzung von Hebelkräften wird der Patient mit dem Oberkörper auf das Brett gehoben und das Brett auf die richtige Seite gedreht. Er wird dann in die Längsrichtung gedreht und an Land gebracht. Da der Retter hinter ihm auf dem Brett liegen kann, kann der Patient immer beobachtet werden.
Neben den Möglichkeiten im Einsatzfall nutzen viele Rettungsschwimmer das Brett auch zur wasserseitigen Überwachung des Schwimmbetriebs.

## Bedeutung im Rettungssport
Im Rettungssport wird das Rettungsbrett unter der Bezeichnung „Rescue Board“ oder „Malibu Board“ in verschiedenen Freigewässerdisziplinen verwendet. Beim „Board Race“ starten dabei die Wettkämpfer mit dem Rettungsbrett an der Wasserkante und absolvieren einen Rundkurs von ca. 500 m. Beim „Rescue Board Rescue Race“ starten Zweierteams. Der erste Wettkämpfer schwimmt nach dem Startsignal zu einer Boje. Der zweite startet dann mit dem Rettungsbrett und nimmt den Schwimmer auf. Beide paddeln auf dem Brett zurück ins Ziel. Der Mehrkampfwettbewerb „Oceanman/Oceanwoman“ enthält ebenfalls ein Boardrace. 